# Sjipunov 2A42
Sjipunov 2A42 är en automatkanon med kaliber 30 mm som konstruerades i slutet av 1970-talet som huvudbeväpning för BMP-2. Den använder samma ammunition som AK-630. 2A42 är ett robust och kraftfullt vapen och har därför använts i flera typer av stridsfordon (BMD-2, BMD-3 och BTR-90) och attackhelikoptrar (Mil Mi-28 och Kamov Ka-50). Den kom dock snart att ersättas av 2A72 som är en förenklad och lättare variant av samma vapen.

## Konstruktion
2A42 har dubbel bandmatning vilket gör att skytten kan med ett enkelt handgrepp kan växla mellan pansargranater och spränggranater. Skytten kan också välja mellan två gaslägen, låg och hög, varav hög ger mer än dubbelt så hög eldhastighet.

## Utveckling

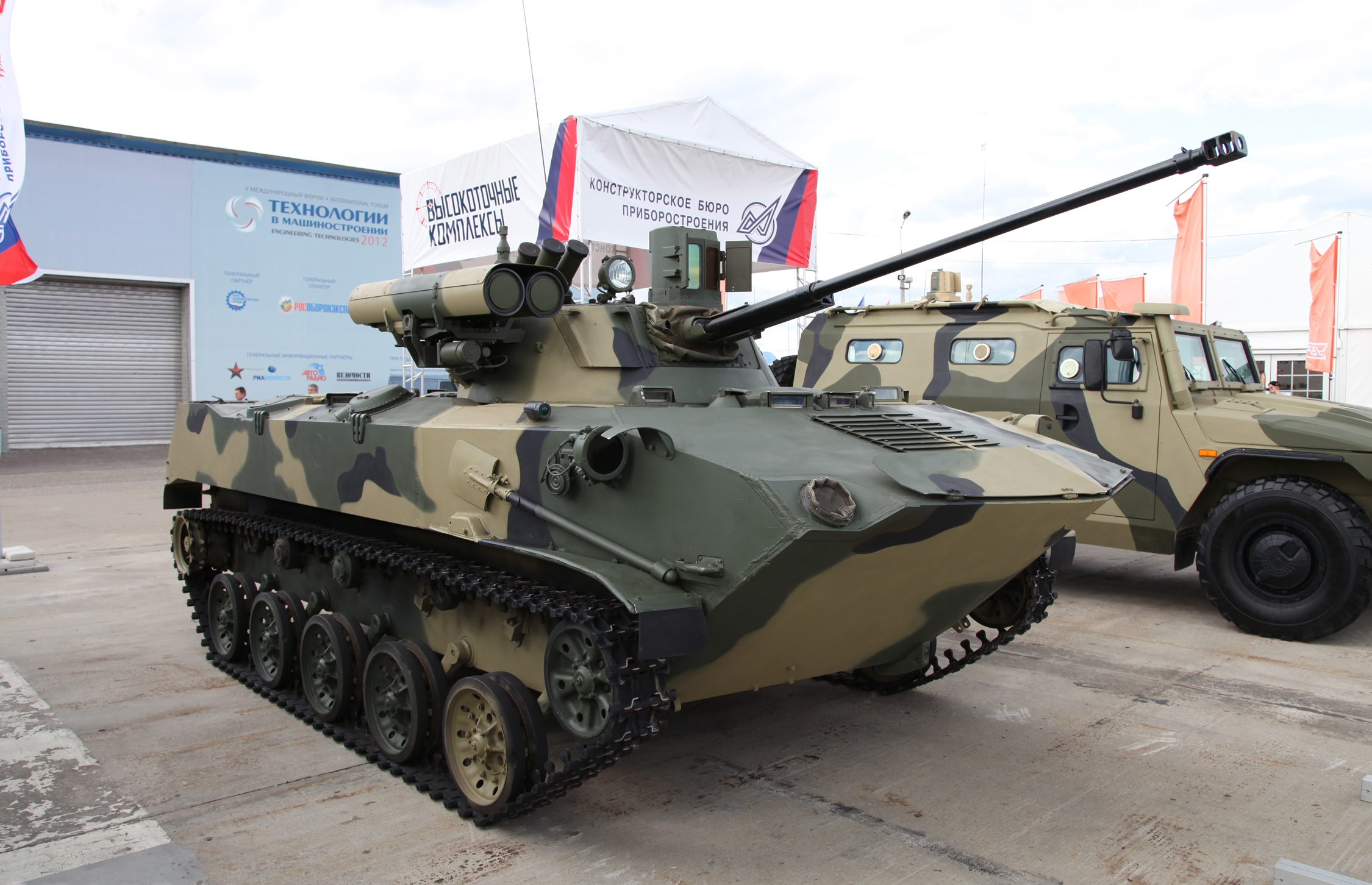
En 2A42 monterad i tornet på en BMP-2.

Kombinationen av kraftfull ammunition, god räckvidd och pålitlighet gjorde att vapnet snabbt blev populärt. Kombinationen av gasreglering och dubbel matning gjorde dock mekanismen komplicerad. Dessutom användes den högre eldhastigheten sällan. Det ledde till utvecklingen av 2A72 som är ett enklare och lättare vapen. Den har bara enkel matning och rekylomladdning som inte ger möjlighet att reglera eldhastigheten.
En annan variant är 2A38 som är en vattenkyld automatkanon med eldhastighet på över 2 000 skott/min. Den används i luftvärnsbandvagnen 2K22 Tunguska.